# Градачки кръст
Градачкият кръст е интересен средновековен артефакт в планината Голия, Югозападна Сърбия.
Намира се във фермата на Драгутин Чурчич край село Градац, община Иваница, Моравишки окръг.
Представлява висок каменен кръст.